# The Shining Pentagram
The Shining Pentagram è la prima e unica demo del gruppo thrash metal italiano Necrodeath.

La demo è stata inserita nel 2005 nella compilation 20 Years of Noise 1985 - 2005. Nel 2009 è stato ristampato da vinile da 10" dalla Terror from Hell Records.
Nel 2010 è stato di nuovo ristampato in vinile da 12" dalla  Terror from Hell Records in 600 copie limitate.

## Brani
1. Necro Thrashing Death - 4:51
2. Morbid Mayhem - 5:26
3. Iconoclast - 8:41
4. Mater Tenebrarum - 5:24

## Componenti
- Ingo: voce
- Peso: batteria
- Claudio: chitarra
- Paolo: basso